# Kretzoiarctos beatrix
Il kretzoiarcto (Kretzoiarctos beatrix) è un mammifero carnivoro estinto, appartenente agli ursidi. Visse nel Miocene medio (circa 12-11 milioni di anni fa) e i suoi resti fossili sono stati ritrovati in Spagna.

## Descrizione
Questo animale è noto principalmente per due mandibole con denti, rinvenute nella zona di Nombrevilla in Spagna. Kretzoiarctos doveva essere di dimensioni simili a quelle di un attuale orso malese (Helarctos malayanus), e non doveva superare di molto il metro di lunghezza e i 60 chilogrammi di peso. L'aspetto doveva richiamare però quello di un panda gigante (Ailuropoda melanoleuca), anche se di dimensioni minori. A differenza di quest'ultimo, Kretzoiarctos era sprovvisto di grandi premolari, e le cuspidi accessorie non erano ancora sviluppate. D'altra parte, alcune caratteristiche come la presenza di un piccolo parastilo e un doppio protocono sul quarto premolare lo avvicinano a un altro orso estinto, Indarctos. Rispetto ad altre forme primitive come Ursavus, Kretzoiarctos possedeva premolari superiori e molari inferiori più sviluppati.

## Classificazione
Inizialmente i fossili di questo animale vennero attribuiti a una nuova specie del genere Agriarctos (A. beatrix), considerata la più antica di questo gruppo (Abella et al., 2011). Successivamente, nuove ricerche basate su ulteriori resti hanno permesso di stabilire che vi erano abbastanza differenze tra le specie già note di Agriarctos e A. beatrix per permettere l'istituzione di un nuovo genere, Kretzoiarctos appunto (Abella et al., 2012). Questo animale sembrerebbe essere il più antico membro noto del clade attualmente rappresentato dal solo panda gigante, ma che nel corso del Miocene era diffuso in Eurasia con vari generi tra cui il già citato Agriarctos e Ailurarctos. È possibile che questo ceppo si sia dunque originato in Europa.